# Giovanni Battista Ceschi a Santa Croce
Fra Giovanni Battista Ceschi a Santa Croce SMOM (21. února 1827, Trident – 24. ledna 1905, Řím) byl italský profesní rytíř Maltézského řádu, který byl v letech 1879–1905 velmistrem Řádu.

## Obnovení úřadu velmistra
Giovanni Ceschi je spojen s obnovením úřadu velmistra Maltézského řádu. Od smrti velmistra Tommasiho v roce 1805 totiž úřad velmistra z rozhodnutí papeže nebyl obsazován a byli pouze jmenováni místodržitelé řádového magisteria (guvernéři). Již v roce 1871 byl Ceschi vybrán za nástupce Alessandra Borgii v úřadu místodržitele, roku 1879 rozhodl papež Lev XIII. o obnovení úřadu velmistra. 